# St. Leonhard (Nußdorf am Inn)

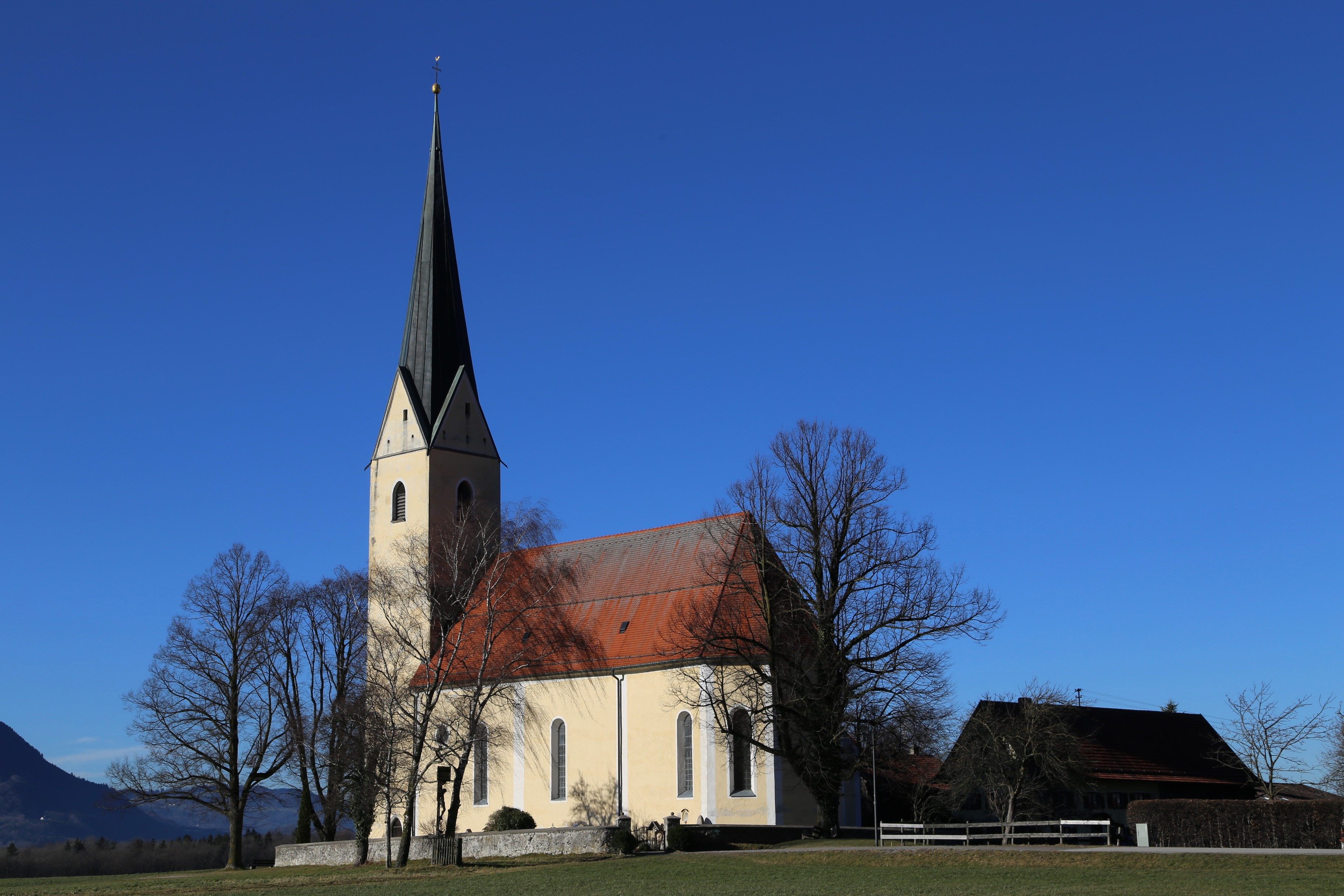
St. Leonhard

Die katholische Kirche St. Leonhard in Nußdorf am Inn ist eine Friedhofskirche am südwestlichen Ortsrand.

## Geschichte
Die von sechs Altären geschmückte Kirche wurde von Endorf bis Weihenlinden von Pilgern besucht. Im Jahre 1754 nach einem verheerenden Brand errichtete man die heutige Kirche und stattete sie im Rokokostil aus. Die Skapulierbruderschaft wurde um 1650 gegründet und hatte im 19. Jahrhundert schon Tausende von Mitgliedern. Am Sonntag nach dem 19. Juli wird traditionell das Skapulierfest begangen, wobei die historische Orgel zum Einsatz kommt. Am 6. November wird der Leonhardiritt durchgeführt, der seit dem 15. Jahrhundert belegt ist.

## Äußeres
Der nach gotischem Vorbild erneuerte Turmhelm wurde 1987 renoviert.

## Inneres

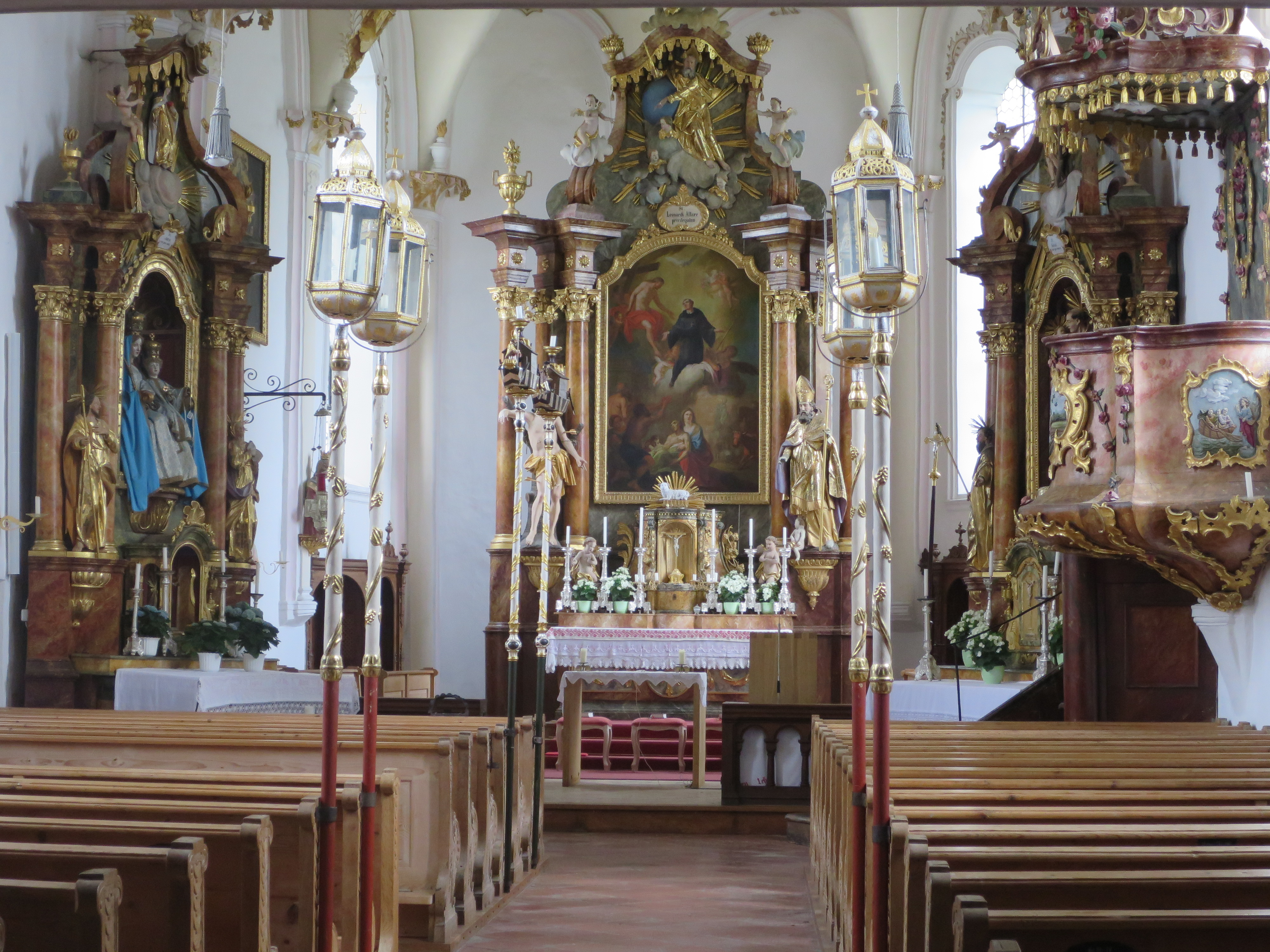
Langhaus

Die östlichen Langhausmauern sind romanisch, das Turmerdgeschoss ist mit 1444 bezeichnet, der Chor entstand um 1420 und die Sakristei Mitte des 15. Jahrhunderts, 1699 deren Obergeschoss. Die Umgestaltung erfolgte innen 1760 durch Andreas Vordermayr. Die Kirche ist ein Saalbau mit fünf Jochen und dreiseitigem Schluss. Reste eines Gemäldezyklus aus der 1. Hälfte des 15. Jahrhunderts sind an der Nordwand erhalten. Über Pilastern liegt eine Stichkappentonne mit Netzrippengewölbe auf Kragsteinen im Turmerdgeschoss. Der Rokokostuck stammt von 1760, ebenso wie die Deckengemälde von Josef Höttinger aus Rosenheim; sie wurden von Josef Hitzinger 1898 übermalt.

## Ausstattung
Der Hochaltar ist frühklassizistisch von Josef Götsch 1793. Ölbild Hl. Leonhard, darüber liegt die Hl. Dreifaltigkeit, 1793 von Sebastian Rechenauer d. Ä. Als Figuren sind der Hl. Sebastian und Hl. Valentin, mit Gottvater im Auszug sowie Petrus und Paulus als Tabernakelreliefs zu sehen. Die Halbfiguren seitlich stellen die Hl. Katharina und Hl. Barbara dar. Die Seitenaltäre sind von 1825. In der Mitte ist eine bekleidete thronende Muttergottes von 1699 als Bruderschaftsgnadenbild am nördlichen Seitenaltar abgebildet, daneben der Hl. Joachim und Anna. Die Kanzel von 1761 ist ausgestattet mit Reliefs vom Sämann und Christus, der auf dem Meer wandelt. Um 1650 ehemaliges Chorkruzifix stammt von Melchior Hoffmann. Eine Halbfigur eines Apostels aus Kalkstein 1. Hälfte 13. Jahrhundert ist im Turmerdgeschoss zu sehen.

## Orgel

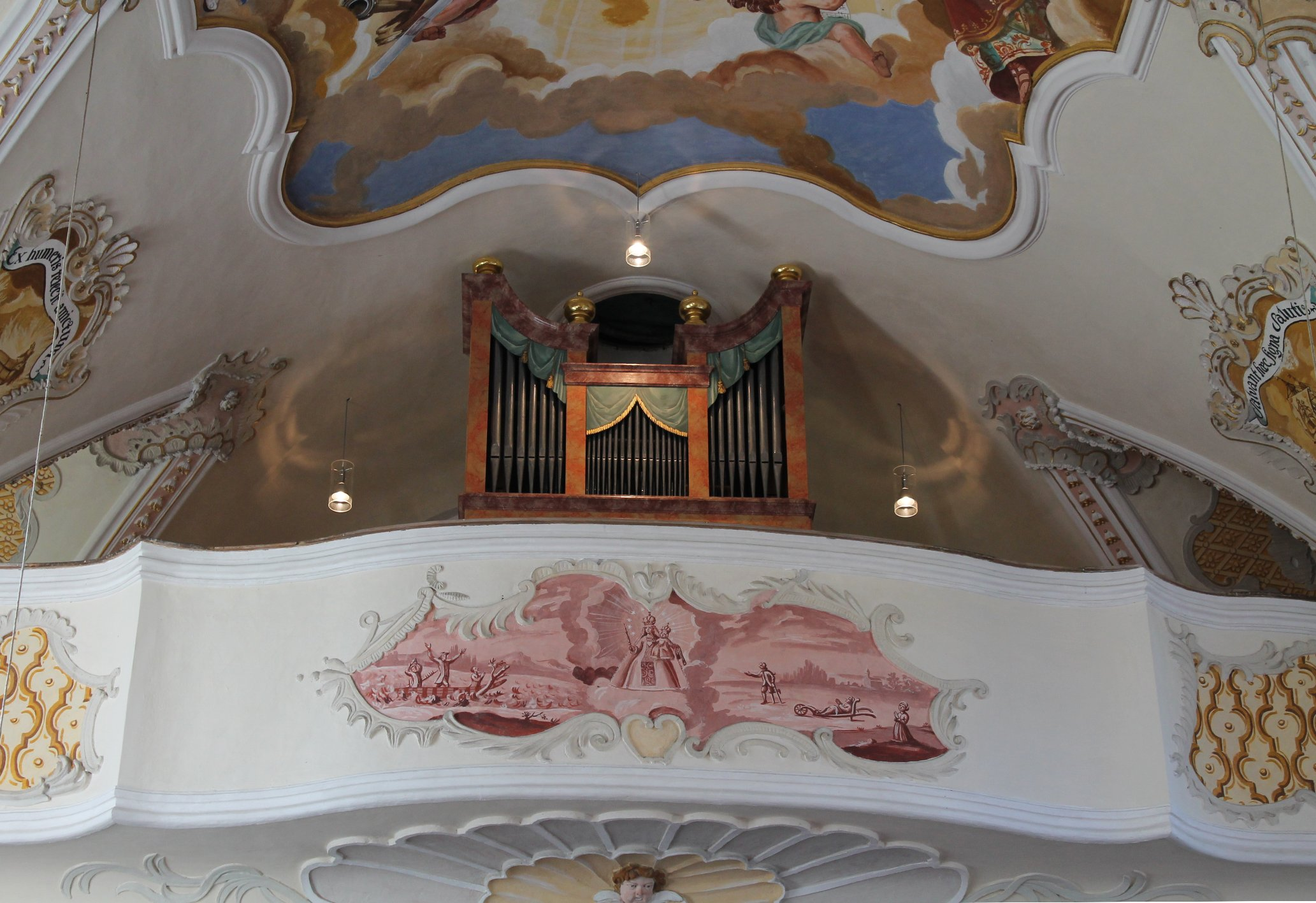
Jakob Kölbl-Orgel (1800)

Die Orgel mit sieben Registern, einem Manual  und angehängten Pedal wurde um  1800 von Jakob Kölbl gebaut. 2010 wurde das Instrument von Orgelbau Linder restauriert. Die Disposition lautet:
| Manual C/E–c3 |       |
| Copel         | 8′    |
| Principal     | 4′    |
| Fletten       | 4′    |
| Octav         | 2′    |
| Quint         | 1 ⁄3′ |
| Mixtur        | 1′    |

| Pedal C/E–e |     |
| Subbass     | 16′ |

- Pedal angehängt, Schleiflade, mechanische Traktur

## Gemälde
- Chor: Hl. Florian, Sebastian, Nikolaus und Wolfgang in der Glorie
- Langhaus: Skapulierübergabe an den Hl. Simon Stock und andere Heilige
- Chorbogen: Maria Verkündigung
- Emporenbrüstung: Maria als Helferin der Kranken und Seeleute, Hl. Leonhard